# Martín Varsavsky
Martín Varsavsky est un entrepreneur argentin et philanthrope né en 1960 à Buenos Aires, il a fondé plusieurs sociétés : Viatel, Jazztel, Goggo Network, FON et Ya.com,.
Martin Varsavsky enseigne à l'Instituto de Empresa à Madrid en Espagne, il est également le président et fondateur de "The Varsavsky Foundation" et de la "Safe-Democracy Foundation".
Jusqu'en 2005 Martín Varsavsky était ambassadeur d'honneur de l'Argentine.